# Vanesse du céanothe
Nymphalis californica
Espèce
La Vanesse du céanothe (Nymphalis californica) est une espèce de lépidoptères (papillons) de la famille des Nymphalidae, de la sous-famille des Nymphalinae, de la tribu des Nymphalini et du genre Nymphalis.

## Dénomination
Nymphalis californica (Boisduval, 1852)
Synonyme : Vanessa californica Boisduval, 1852

### Noms vernaculaires
La Vanesse du céanothe se nomme California Tortoiseshell en anglais.

### Sous-espèces
- Nymphalis californica californica en Californie
- Nymphalis californica herri (Field, 1936) au Canada[1]

## Description
Ce papillon est reconnaissable au dessus de ses ailes orange avec de grandes taches noires, utilisées principalement pour le camouflage. Le verso des ailes, visible quand celles-ci sont fermées, fait ressembler la Vanesse du céanothe à une feuille morte, par leur couleur marron et grise, avec une discrète ligne submarginale de taches bleues aux postérieures.
Son envergure est comprise entre 3,2 et 7 cm.

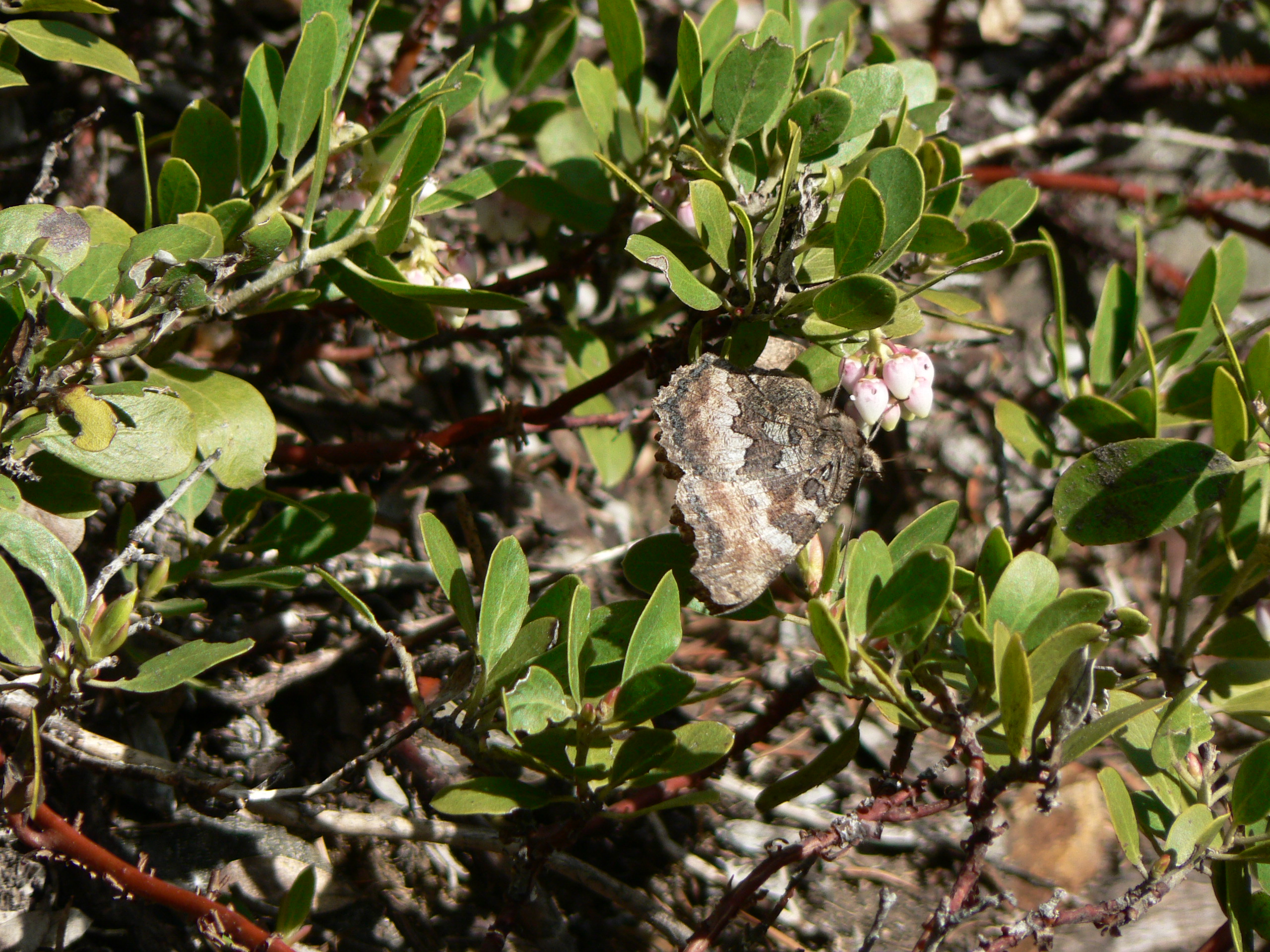
Le dessous des ailes fait passer le papillon pour une feuille morte.

### Chenille
La chenille, grise et noire est épineuse.

## Biologie
La Vanesse du céanothe est connue pour avoir des explosions démographiques qui font émigrer la surpopulation vers de nouvelles aires. La cause de ces explosions démographiques, apparemment aléatoires, est inconnue.

### Période de vol et hivernation
Au Canada la Vanesse du céanothe vole en une génération en juillet août puis les adultes hivernent. Les migrateurs arrivent en août et septembre.

### Plantes hôtes
Les larves consomment diverses espèces de Ceanothus, ce qui a valu son nom vernaculaire à l'espèce.

## Écologie et distribution
Sa zone de répartition est limitée au sud-ouest du Canada et à la côte ouest des États-Unis (du sud de la Colombie-Britannique jusqu'à la Californie et aussi au Montana, Wyoming, Colorado).
Il arrive que des migrateurs atteignent le Michigan, la Pennsylvanie, New York, et le Vermont. Des migrateurs ont été inventoriés  au Dakota mais pas de résidents. Malgré les diverses publications  il n'est pas prouvé que la Vanesse du céanothe soit un migrateur régulier.

### Biotope
Elle est présente dans les clairières, en montagne et dans les canyons.

### Protection
Pas de statut de protection particulier.

### Source
- (en) Cet article est partiellement ou en totalité issu de l’article de Wikipédia en anglais intitulé « California Tortoiseshell » (voir la liste des auteurs).